# Пентафосфид октаниобия
Пентафосфид октаниобия — неорганическое соединение металла ниобия и фосфора 
с формулой Nb8P5,
тёмно-серые кристаллы,
не растворимые в воде.

## Получение
- Спекание порошкообразного ниобия и красного фосфора:

{\displaystyle {\mathsf {8Nb+5P\ {\xrightarrow {800^{o}C}}\ Nb_{8}P_{5}}}}

## Физические свойства
Пентафосфид октаниобия образует тёмно-серые кристаллы
ромбической сингонии
пространственная группа P bam,
параметры ячейки a = 2,61998 нм, b = 0,94652 нм, c = 0,34641 нм, Z = 4
.
Не растворяется в воде.